# قشلاق امیرخانلو محرم آباد
قشلاق امیرخانلومحرم آباد یک روستا در ایران است که در دهستان محمودآباد (پارس‌آباد) واقع شده‌است. قشلاق امیرخانلومحرم آباد ۴۶ نفر جمعیت دارد.